# Kıyıköy
Kıyıköy - anciennement Alydessos, Salmydessos, Médéa au Moyen Âge, Medeia, Midye pour les européens et Midieh pour les turcs jusqu'à ce que la République de Turquie la renomme - est une ville du district de Vize dans la province de Kırklareli au nord-ouest de la Turquie. Elle est sur la côte de la mer Noire. Au recensement de 2000, sa population était de 2443 habitants.
Les activités principales de la ville sont : la pêche, l'exploitation forestière de ses forêts de chênes et le tourisme l'été.
C'est là qu'on situe la cité antique de Salmydesse (Salmydessos) en Thrace, dont le roi Phinée est lié à l'histoire des Argonautes.